# Толкачёва, Любовь Николаевна
Любовь Николаевна Толкачёва (10 августа 1936, Сибирь) — заслуженный тренер СССР по художественной гимнастике, старший тренер отделения художественной гимнастики Владимирской школы Олимпийского резерва.
Председатель Федерации художественной гимнастики Владимирской области.
Жена тренера Николая Григорьевича Толкачева.

## Биография
Любовь Николаевна Толкачева родилась 10 августа 1936 года в Сибири.
Любовь Толкачева стала заниматься художественной гимнастикой в 1960-х годах. В Смоленске окончила институт физкультуры. В 1963 году вместе с мужем Николаем Толкачевым переехала в город Горький с Крайнего Севера, затем в марте 1964 года в город Владимир.
Воспитала около 30 мастеров спорта, была наставником многократной чемпионки мира и Европы Светланы Кагарлицкой — в девичестве Гусевой. Ее ученица Лидия Сидорова стала заслуженным тренером Беларуси. Ее ученицы в 1970-х и 1980-х годах входили в состав сборной команды СССР.
Работает старшим тренером-преподавателем в СДЮСШОР № 5 по художественной гимнастике в городе Владимире. Тренер высшей квалификационной категории. Спортивный судья Всероссийской категории.
Была главным судьей Открытого Первенства области по эстетической гимнастике Детского Межрегионального турнира по художественной гимнастике в городе Коврове.

## Награды и звания
- Заслуженный работник физической культуры РФ[7]
- Медаль ордена «За заслуги перед Отечеством» II степени
- Отличник народного просвещения[7]
- Медаль «За доблестный труд»[7]
- Значок ЦК ВЛКСМ «Активному организатору детского спорта»[7]
- Орден «За службу Отечеству» II степени[7]
- «Ветеран спорта»[7] (1983)[6]
- «Ветеран труда»[7]
- Медаль «Тренер чемпиона» (1979,1982,1983)[6].